# Tony Rohr
Tony Walsh, noto anche con lo pseudonimo di Tony A. Rohr (Mainstown, 21 maggio 1939 – 29 ottobre 2023), è stato un attore irlandese.

## Filmografia parziale

### Cinema
- Quel lungo venerdì santo (The Long Good Friday), regia di John Mackenzie (1980)
- Nome in codice: Smeraldo (Code Name: Emerald), regia di Jonathan Sanger (1985)
- High Spirits - Fantasmi da legare (High Spirits), regia di Neil Jordan (1988)
- Ho affittato un killer (I Hired a Contract Killer), regia di Aki Kaurismäki (1990)
- Tir-na-nog (È vietato portare cavalli in città) (Into the West), regia di Mike Newell (1992)
- The Butcher Boy, regia di Neil Jordan (1997)
- Mr. Nice, regia di Bernard Rose (2010)
- Una proposta per dire sì (Leap Year), regia di Anand Tucker (2010)
- Les Misérables, regia di Tom Hooper (2012)
- Il sosia - The Double (The Double), regia di Richard Ayoade (2013)

### Televisione
- Sherlock Holmes - serie TV, 1 episodio (1968)
- I misteri di Orson Welles (Great Mysteries) - serie TV, 1 episodio (1973)
- L'ispettore Regan (The Sweeney) - serie TV, 1 episodio (1978)
- L'ispettore Gently (Inspector George Gently) - serie TV, 3 episodi (2008-2011)
- New Tricks - Nuove tracce per vecchie volpi (New Tricks) - serie TV, 1 episodio (2011)
- Derek - serie TV, 7 episodi (2013-2014)